# James A. Brussel
James Arnold Brussel, né le 22 avril 1905 à New York dans l'État de New York, et mort le 21 octobre 1982 dans la même ville, est un psychiatre, un criminologue et un écrivain américain.

## Biographie
Né en 1905 à New York, il est diplômé de la faculté de médecine de l'université de Pennsylvanie et travaille ensuite comme psychiatre pour le New York State Department of Mental Hygiene (en). Durant la Seconde Guerre mondiale et la Guerre de Corée, il sert dans le corps médical de l'armée américaine. 
En décembre 1956, à la demande de la police, il réalise le profilage criminel qui amène à l'arrestation de George Metesky, connu sous le pseudonyme de Mad Bomber, un poseur de bombes qui sévit durant seize années dans la ville de New York.
À la suite de cette affaire, il collabore avec la police jusqu'en 1972, participant aux enquêtes ayant mené aux arrestations de plusieurs criminels, comme celle d'Albert DeSalvo, surnommé par la presse l'étrangleur de Boston. En 1968, il relate les affaires les plus célèbres auxquelles il a pris part dans Psychanalyse du crime, six enquêtes criminelles (Casebook of a crime psychiatrist).
Durant sa carrière, il écrit également divers essais sur son métier, et un roman policier, Rien qu'un meurtre, chérie ? (Just Murder, Darling), traduit en France dans la collection L'Aventure criminelle en 1961.
Il meurt en 1982 et repose au cimetière national de Long Island (en).

## Œuvre

### Romans et essais
- A Rorschach training manual (1950, avec Zygmunt A. Piotrowski (en) et Kenneth S. Hitch)
- Just Murder, Darling (1959) Publié en français sous le titre Rien qu'un meurtre, chérie ?, traduction de Jeanne Fournier-Pargoire, Paris, Éditions Fayard, coll. « L'Aventure criminelle » no 96, 1961
- The Layman's Guide to Psychiatry (1961)
- The Layman's Dictionary of Psychiatry (1967, avec George La Fond Cantzlaar)
- Casebook of a Crime Psychiatrist (1968) Publié en français sous le titre Psychanalyse du crime, six enquêtes criminelles, traduction de Benoit Braun, Paris, Tchou, 1970
- The Physician's Concise Handbook of Psychiatry (1969)
- Instant shrink: How to become an expert psychiatrist in 10 easy lessons (1971)
- Medical aid encyclopedia for the home (1972, avec Leroy Edgar Burney (en))
- Understanding and overcoming depression (1973, avec Theodore D. Irwin)